# Linha 6 do Metrô da Cidade do México
A Linha 6: El Rosario ↔ Martín Carrera é uma das linhas em operação do Metrô da Cidade do México, inaugurada no dia 21 de dezembro de 1983. Estende-se por cerca de 13,947 km, dos quais 11,434 km são usados para serviço e o restante para manobras. A cor distintiva da linha é o vermelho.
Possui um total de 11 estações em operação, das quais 10 são subterrâneas e 1 é superficial. As estações Estação Deportivo 18 de Marzo, El Rosario, Instituto del Petróleo e Martín Carrera possibilitam integração com outras linhas do Metrô da Cidade do México.
A linha, operada pelo Sistema de Transporte Colectivo, possui o segundo menor tráfego do sistema, tendo registrado um movimento de 49.182.195 passageiros em 2016. Atende duas demarcações territoriais da Cidade do México: Azcapotzalco e Gustavo A. Madero.

## Trechos
A Linha 6, ao longo dos anos, foi sendo ampliada a medida que novos trechos eram entregues. A tabela abaixo lista cada trecho construído, junto com sua data de inauguração, sua extensão, o número de estações inauguradas, a extensão acumulada da linha e o número de estações acumulado:
| Trecho                                  | Inauguração            | Extensão entregue | N.º de estações entregue | Extensão acumulada | N.º de estações acumulado |
| --------------------------------------- | ---------------------- | ----------------- | ------------------------ | ------------------ | ------------------------- |
| El Rosario ↔ Instituto del Petróleo     | 21 de dezembro de 1983 | 9,264 km          | 7                        | 9,264 km           | 7                         |
| Instituto del Petróleo ↔ Martín Carrera | 8 de julho de 1986     | 4,683 km          | 4                        | 13,947 km          | 11                        |

## Estações
| Nome                            | Inauguração            | Demarcação territorial | Integração | Posição     | Latitude      | Longitude     |
| ------------------------------- | ---------------------- | ---------------------- | ---------- | ----------- | ------------- | ------------- |
| El Rosario                      | 21 de dezembro de 1983 | Azcapotzalco           |            | Superfície  | 19° 30' 16" N | 99° 12' 00" O |
| Tezozómoc                       | 21 de dezembro de 1983 | Azcapotzalco           | -          | Subterrânea | 19° 29' 42" N | 99° 11' 47" O |
| UAM-Azcapotzalco                | 21 de dezembro de 1983 | Azcapotzalco           | -          | Subterrânea | 19° 29' 28" N | 99° 11' 11" O |
| Ferrería/Arena Ciudad de México | 21 de dezembro de 1983 | Azcapotzalco           | -          | Subterrânea | 19° 29' 27" N | 99° 10' 26" O |
| Norte 45                        | 21 de dezembro de 1983 | Azcapotzalco           | -          | Subterrânea | 19° 29' 19" N | 99° 09' 46" O |
| Vallejo                         | 21 de dezembro de 1983 | Azcapotzalco           | -          | Subterrânea | 19° 29' 26" N | 99° 09' 21" O |
| Instituto del Petróleo          | 21 de dezembro de 1983 | Gustavo A. Madero      |            | Subterrânea | 19° 29' 22" N | 99° 08' 43" O |
| Lindavista                      | 8 de julho de 1986     | Gustavo A. Madero      | -          | Subterrânea | 19° 29' 16" N | 99° 08' 05" O |
| Deportivo 18 de Marzo           | 8 de julho de 1986     | Gustavo A. Madero      |            | Subterrânea | 19° 29' 01" N | 99° 07' 36" O |
| La Villa-Basílica               | 8 de julho de 1986     | Gustavo A. Madero      | -          | Subterrânea | 19° 28' 53" N | 99° 07' 05" O |
| Martín Carrera                  | 8 de julho de 1986     | Gustavo A. Madero      |            | Subterrânea | 19° 29' 06" N | 99° 06' 16" O |